# كورابلينو
كورابلينو (بالروسية: Кораблино) هي إحدى مدن روسيا في الكيان الفدرالي الروسي ريازان أوبلاست.